# Montado

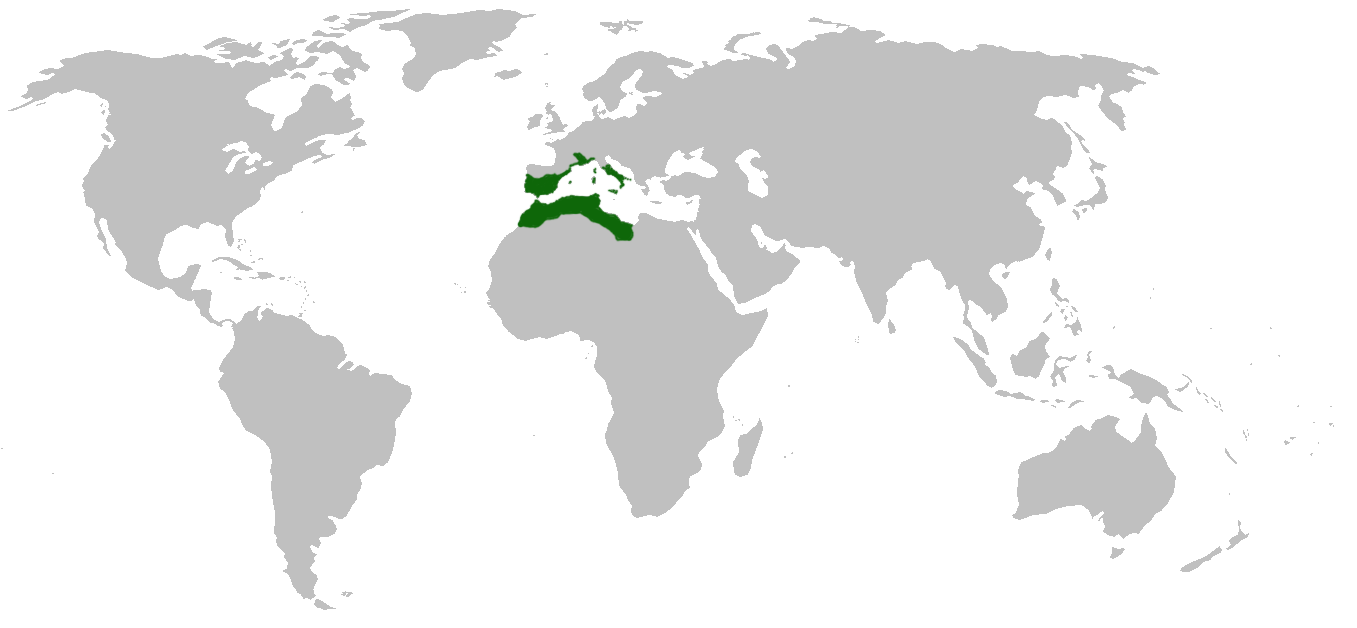
Distribuição do sobreiro no Mundo.

O montado é um ecossistema particular, criado pelo Homem, característico do Alentejo. São florestas de azinheiras, sobreiros, carvalhos ou castanheiros, de equilíbrio muito delicado e que subsistem apenas no Mediterrâneo, na Argélia, em Marrocos e sobretudo no Sul da Península Ibérica. Em Portugal, país com a maior extensão de sobreiros do mundo (33% da área mundial), o montado é legalmente protegido, sendo proibido o seu abate e incentivada a exploração. Portugal é o principal exportador mundial de cortiça por via do fabrico de rolhas. Em Espanha, o montado é conhecido como dehesa.

## Noção
O nome deriva do termo montar que, na Idade Média, significava servir-se dos montes comuns para pastos, madeiras, lenhas e caça.

## O montado em Portugal
O sobreiro (Quercus suber) é uma espécie florestal que se distribui pela zona mediterrânica, onde se faz sentir maior influência atlântica. Estas características ocorrem sobretudo em Portugal, país que possui melhores condições para o sobreiro. Este encontra-se distribuído por todo o território continental, excepção nas terras de alta altitude. Encontramos o sobreiro com alguma frequência a Norte do Tejo em zonas onde dominam também o castanheiro e, com maior frequência, no Ribatejo e Alentejo, sendo esta árvore símbolo da paisagem típica desta região, associado em alguns locais a azinheiras, formando o montado de sobro e azinho. No litoral Norte e Centro, encontra-se sobretudo associado ao pinheiro. Também no interior do país se encontra um bom povoamento de montado, onde foi instalado nos últimos séculos a grande mancha de pinheiro-bravo, sobretudo após os grandes incêndios florestais. A própria casca do sobreiro, a cortiça, é um produto natural extremamente resistente ao fogo, ela protege a árvore dos incêndios, o que torna o sobreiro das espécies florestais mais resistentes ao fogo.

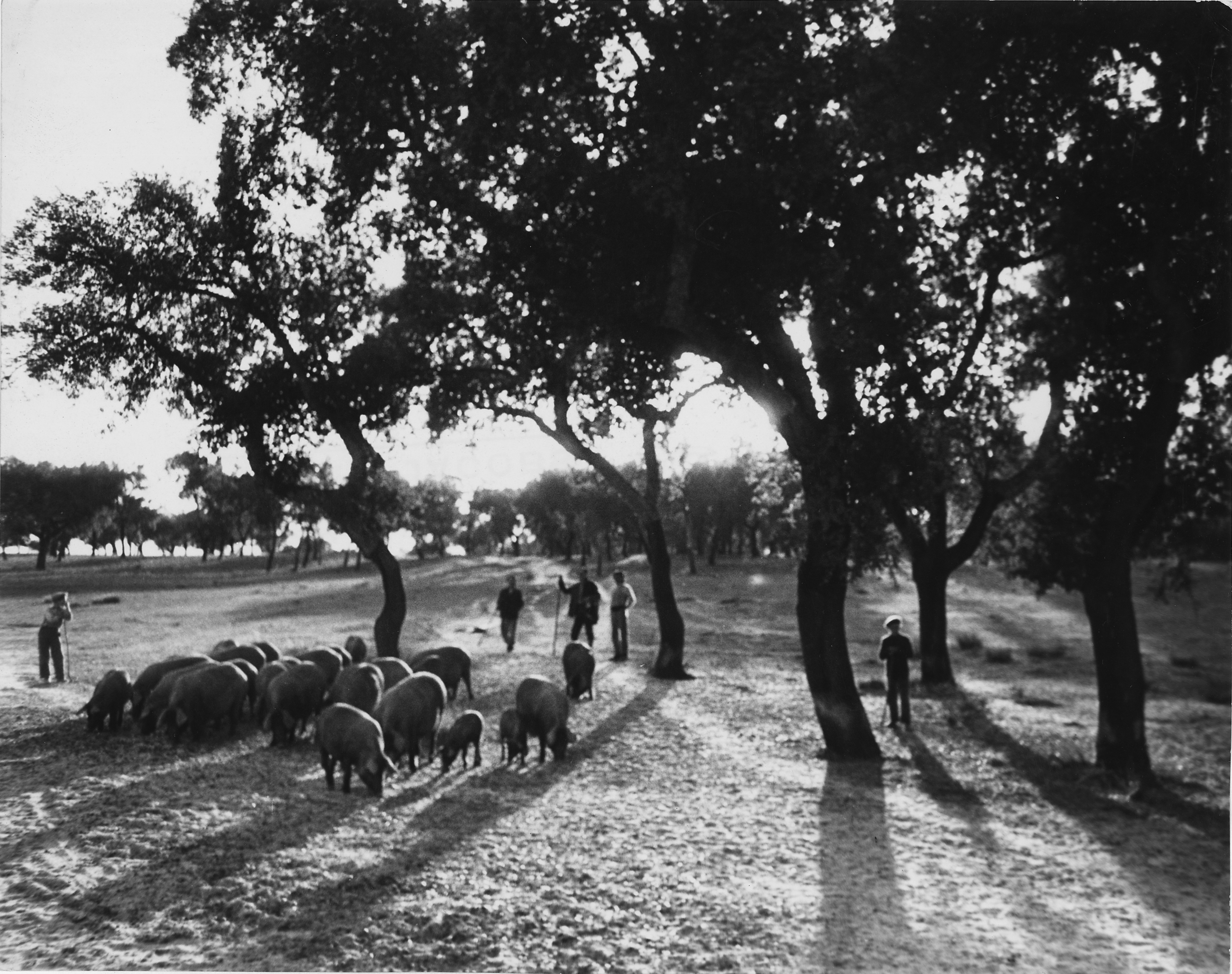
Pastor com vara de porcos na sombra de um sobreiro, Alentejo.

Em Portugal, o montado de sobreiro representa cerca de 21% da área florestal, produzindo mais de 50% da cortiça consumida em todo o mundo.

## Importância socioeconómica
A cortiça é a matéria-prima de uma actividade industrial, a indústria corticeira. A exportação de produtos de cortiça representa cerca de 3% do total das exportações portuguesas e ronda os 900 milhões de euros anuais, o que faz de Portugal o maior exportador de cortiça e produtos de cortiça do mundo. É a única actividade económica que torna Portugal um líder mundial. A gestão dos montados de sobro com a exploração da cortiça gera também importantes rendimentos a nível local e regional, o que permite manter emprego no mundo rural. Para além da produção de cortiça, destaca-se a criação de espécies produtoras de leite e de carne de elevada qualidade, da apicultura, a recolha de cogumelos comestíveis, e as actividades turísticas, como o turismo rural, o ecoturismo e o agroturismo.

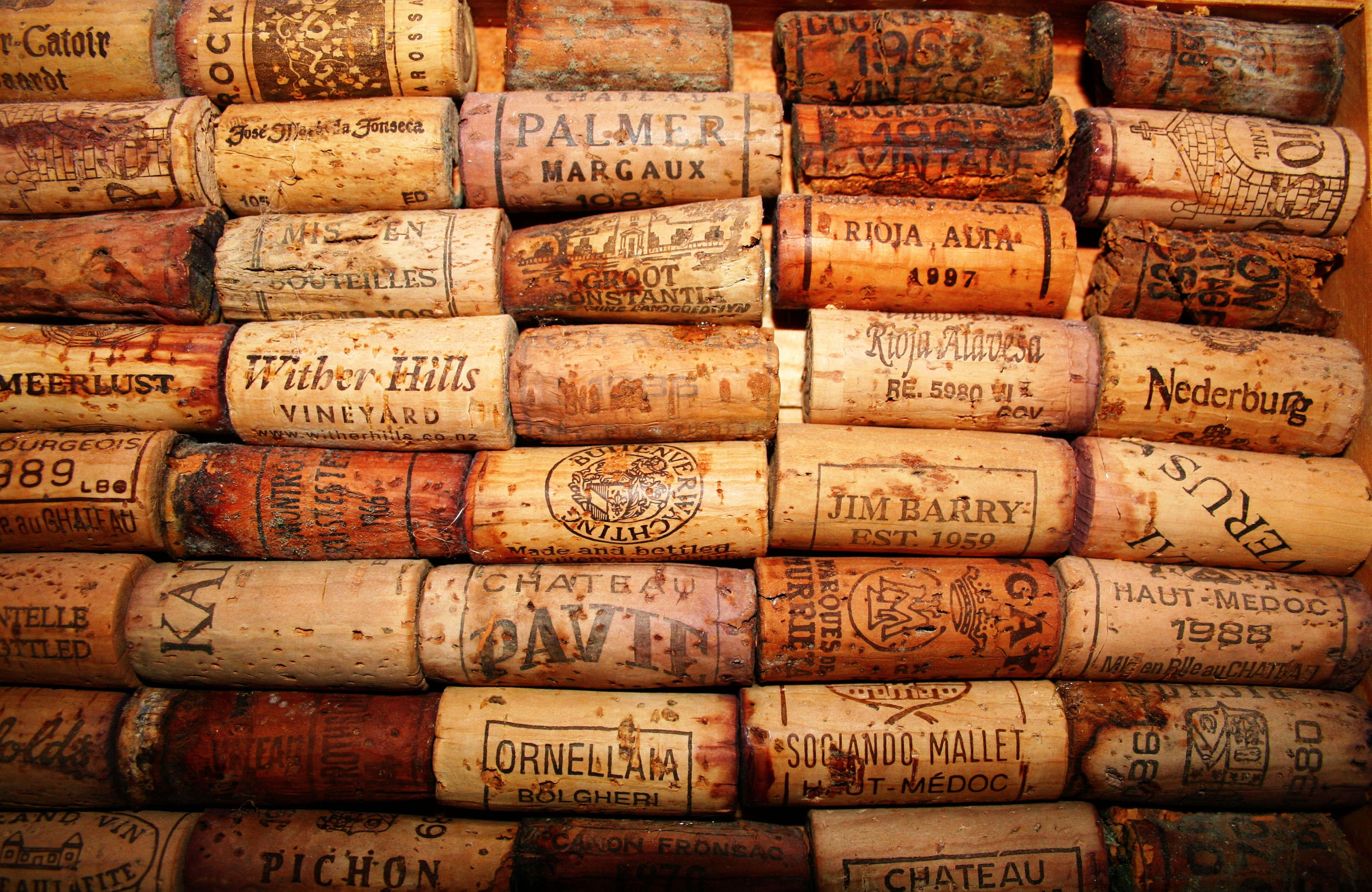
Rolhas

## Importância ambiental
Os montados desempenham funções importantes na conservação do solo, na qualidade da água e na produção de oxigénio. São ecossistemas mediterrânicos extremamente singulares, que incluem biodiversidade rica e diversa, considerados importantes para a conservação da natureza, a nível nacional e europeu. Estão inventariadas nos montados mais de 120 espécies de avifauna, algumas ameaçadas como a águia-de-bonelli, a águia-imperial-ibérica ou a cegonha-preta. Também o lince-ibérico ocorre nos montados portugueses, podendo no futuro a recuperação da população deste animal ser óptima devido à enorme quantidade de habitat.

## Logística do montado
A logística florestal a nível do montado visa integrar dois tipos de abordagem:
- Avaliação do efeito de diferentes modelos de gestão dos montados na diversidade das ectomicorrizas do sobreiro, produtividade de esporocarpos e grupos funcionais de bactérias.
- Compreensão das opções dos agricultores por determinados modelos de gestão dos montados e os seus efeitos na economia e na paisagem rural.

Com esta abordagem multidisciplinar, é possível definir os indicadores biológicos fundamentais para rendibilizar a produção e aumentar a sustentabilidade das práticas agrícolas dos montados (Projecto, 2009).

## O sobreiro
Árvores frondosas e imponentes, os sobreiros podem chegar aos 25 m de altura e viver 300 anos, nunca deixando de servir as populações que a rodeiam. A cortiça, caso único entre as várias cascas de árvores, ela protege tanto dos mais gélidos invernos como dos frequentes incêndios que marcam os verões secos e escaldantes, característicos das regiões mediterrânicas. É este tecido vegetal que continua a surpreender a comunidade científica pela polivalência das suas qualidades, que resguarda do fogo as partes vitais da árvore, permitindo a sua renovação, num ciclo de vida que atravessa gerações e que assegura a sustentabilidade ambiental, já que todos os descortiçamentos (ou tiradas) são exercidos de forma manual e cuidadosa, para não causar qualquer dano ao sobreiro ou ao meio envolvente. A capacidade de regeneração desta árvore é tal que, mesmo sem serem utilizados herbicidas químicos, fertilizantes ou irrigação, durante os 9 anos que separam cada tirada, a casca volta a nascer e a cortiça fica pronta para ser de novo recolhida.

## Galeria

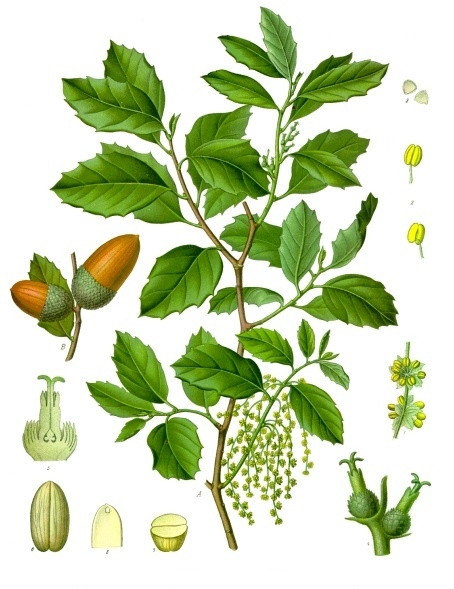
A Bolota
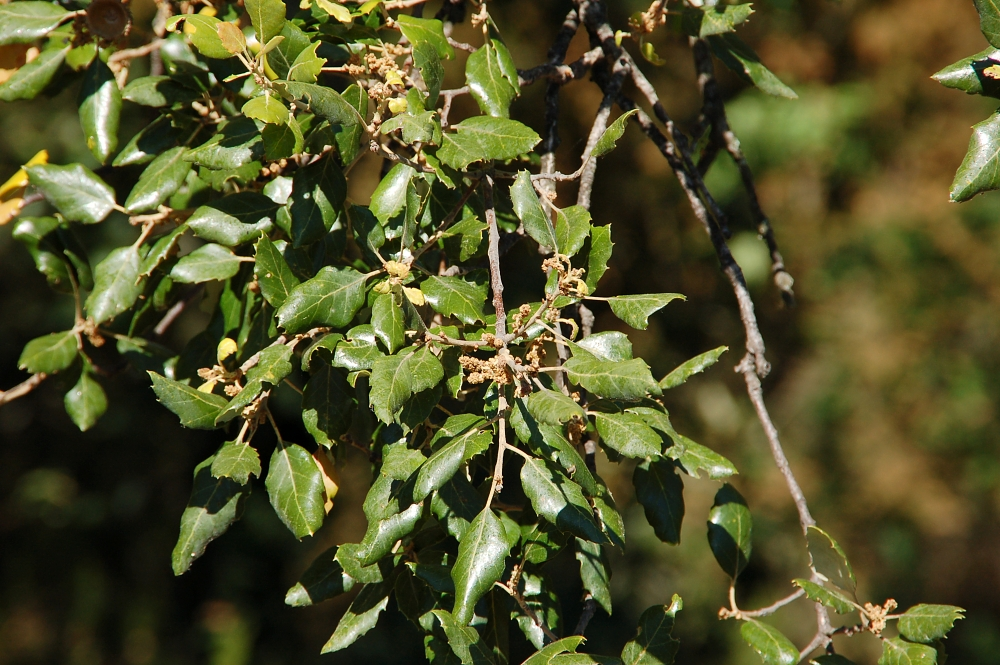
Pormenor de Folhas
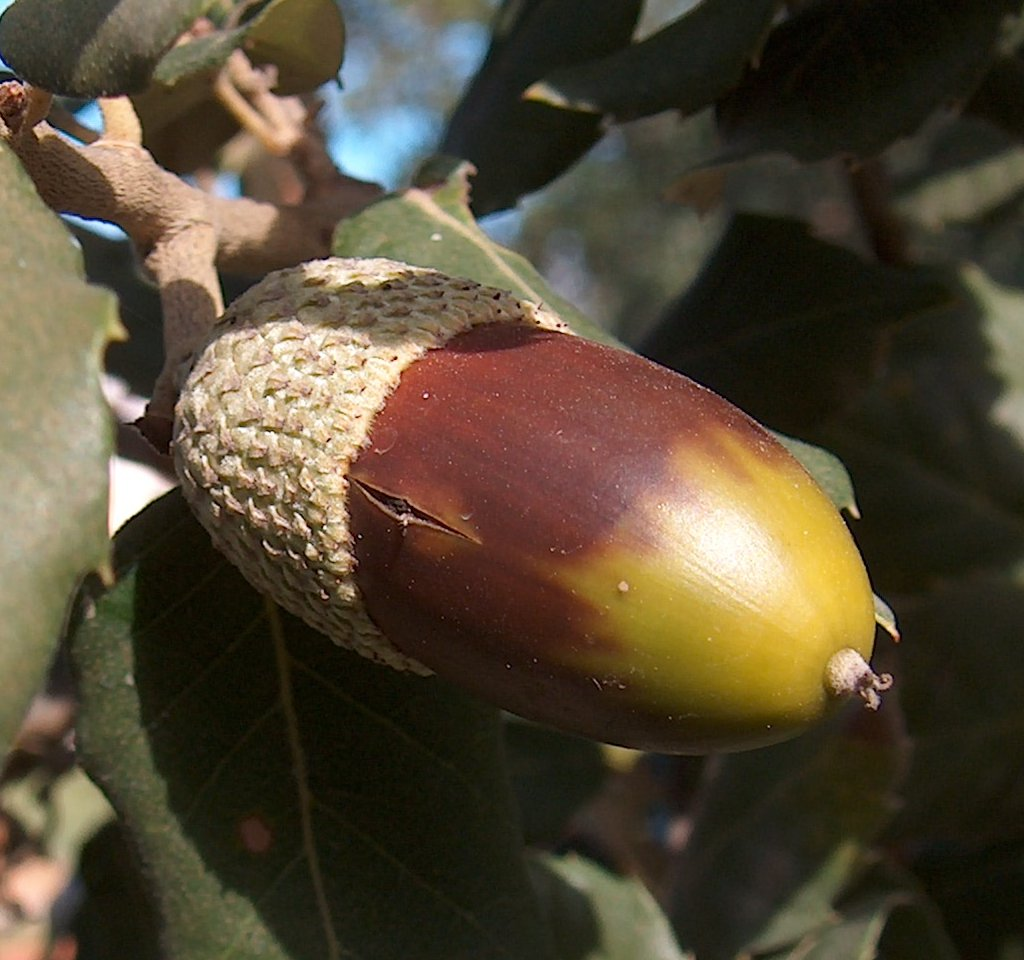
Bolota
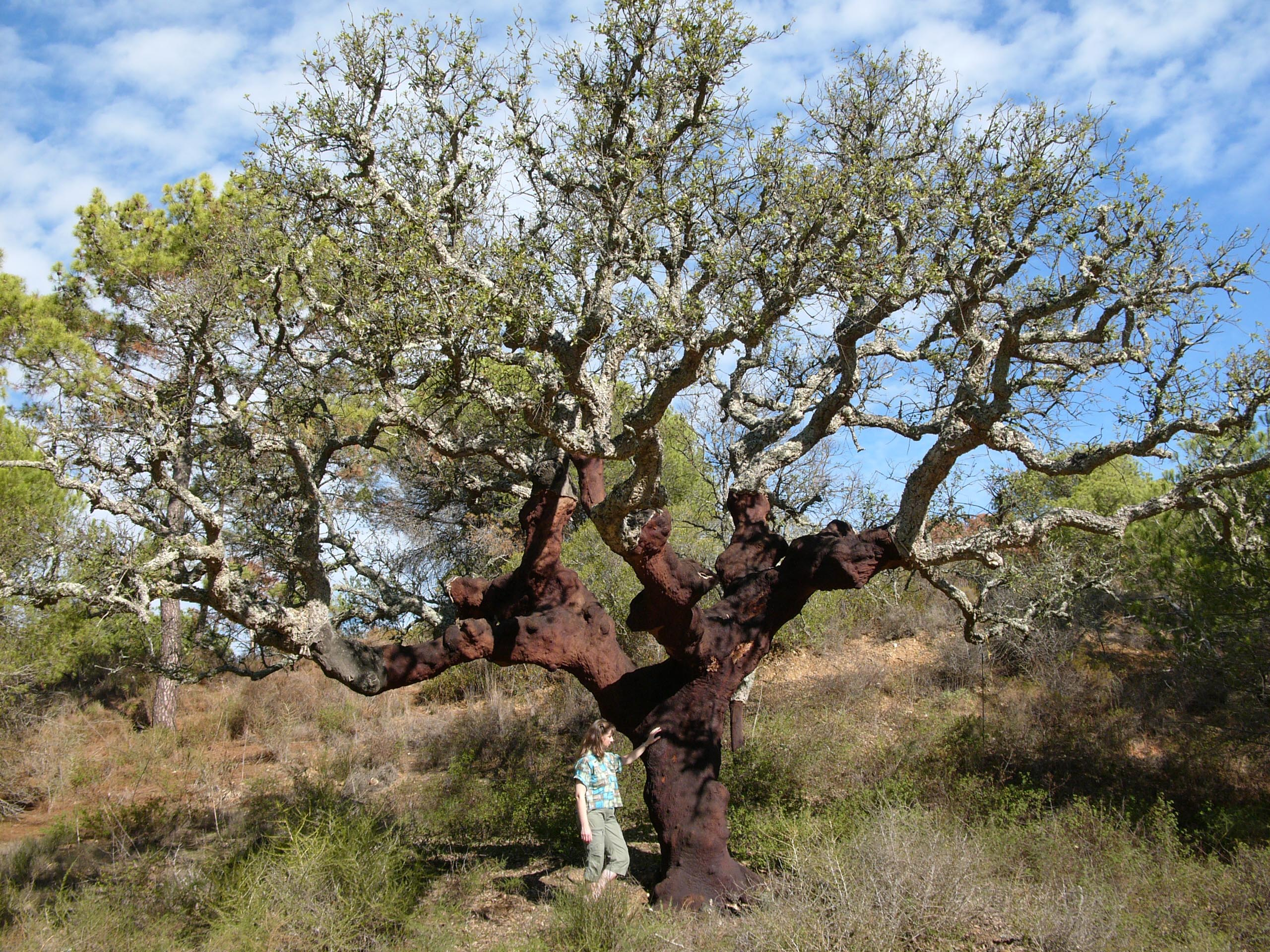
Sobreiro no Algarve
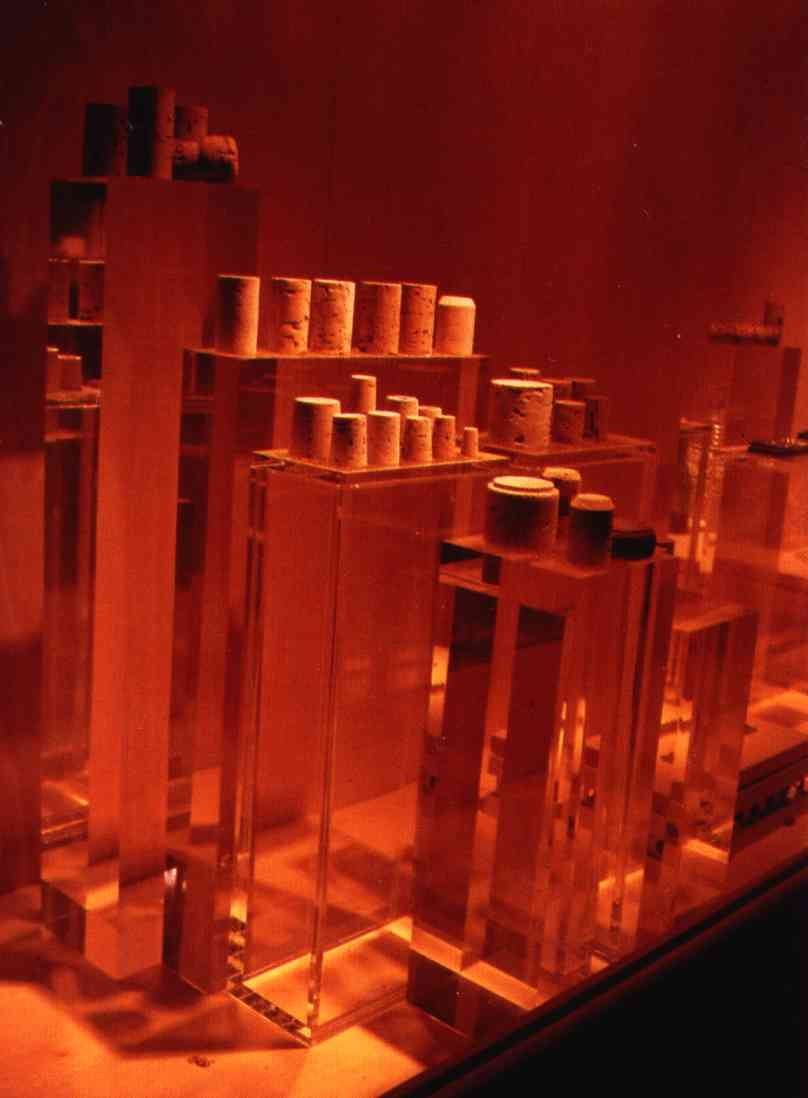
Rolhas em exposição, Museu da Cortiça, Portalegre
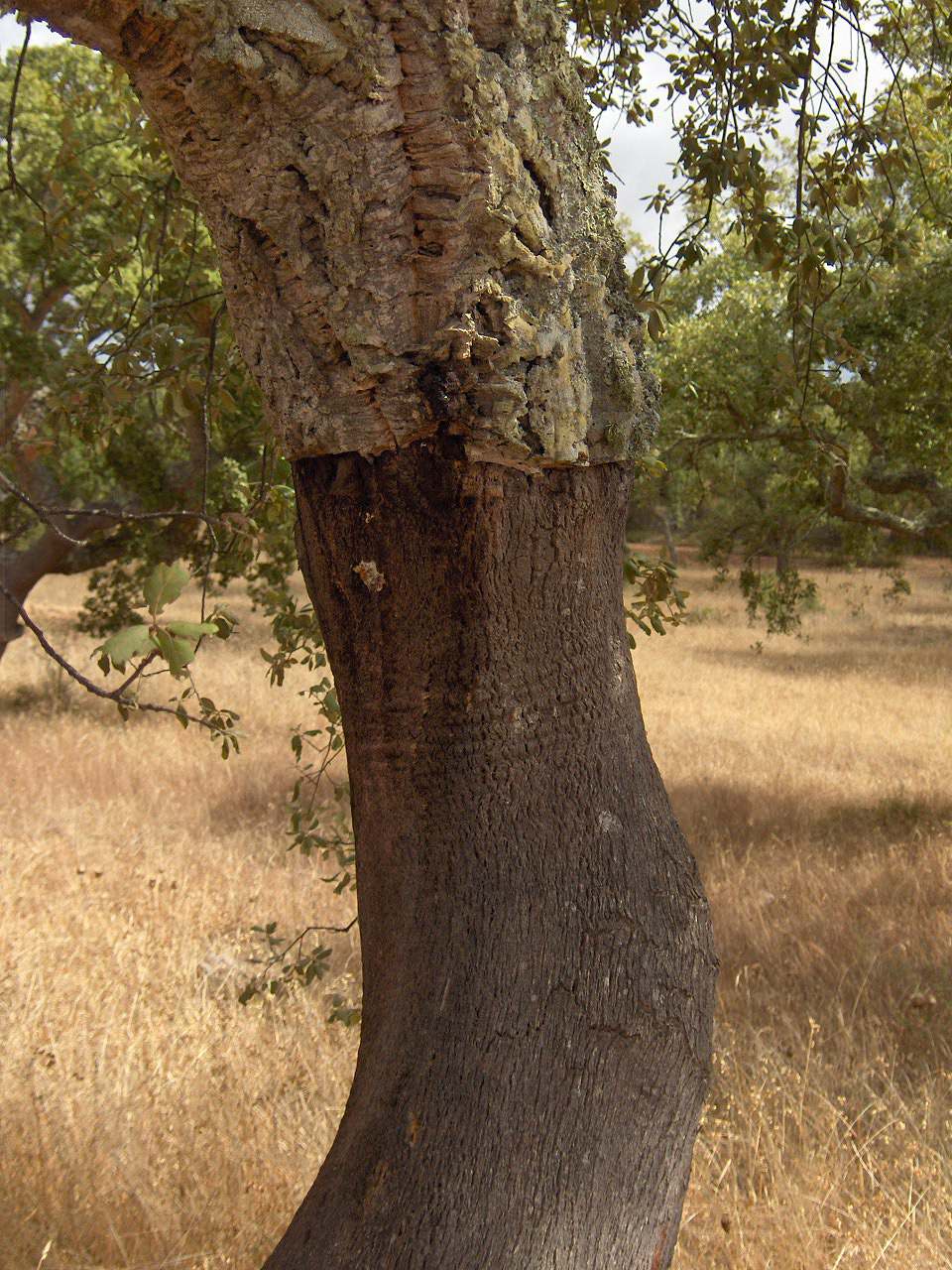
Sobreiro sem cortiça
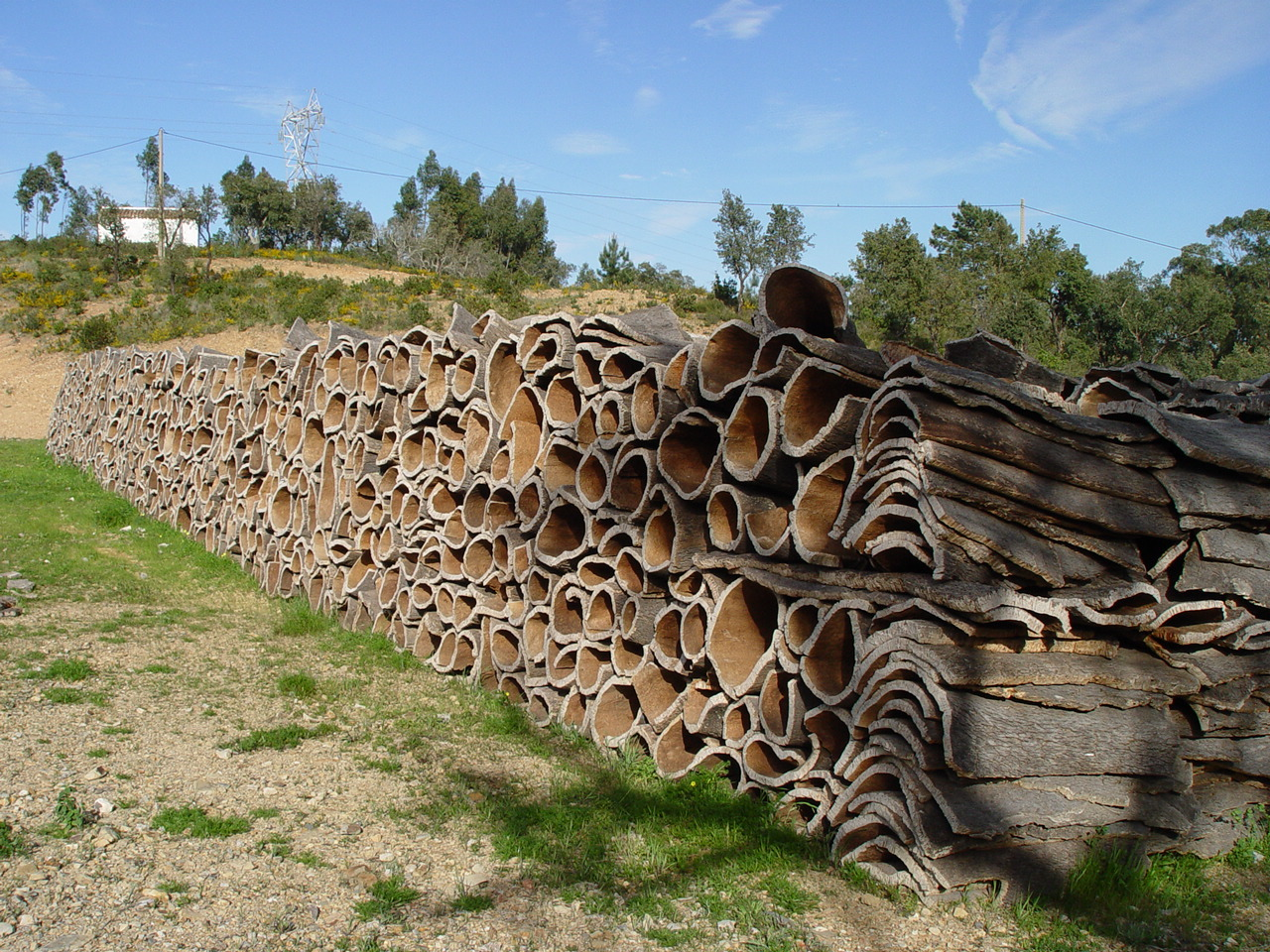
Depósito de Cortiça
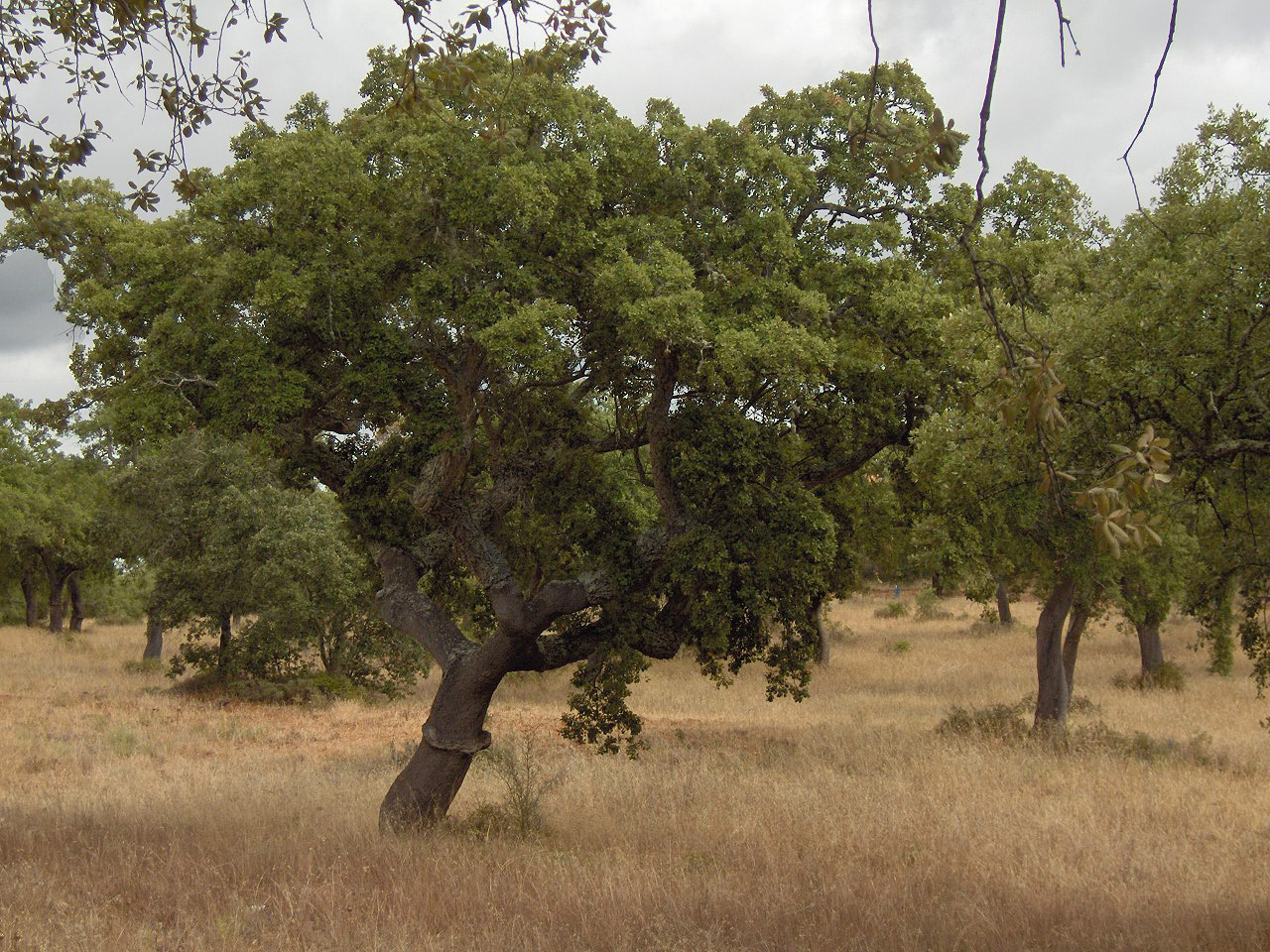
Sobreiro no Alentejo